# Ungarische Zeitlose
Die Ungarische Zeitlose (Colchicum hungaricum) ist eine Pflanzenart aus der Gattung der Zeitlosen (Colchicum) in der Familie der Zeitlosengewächse (Colchicaceae).

## Merkmale

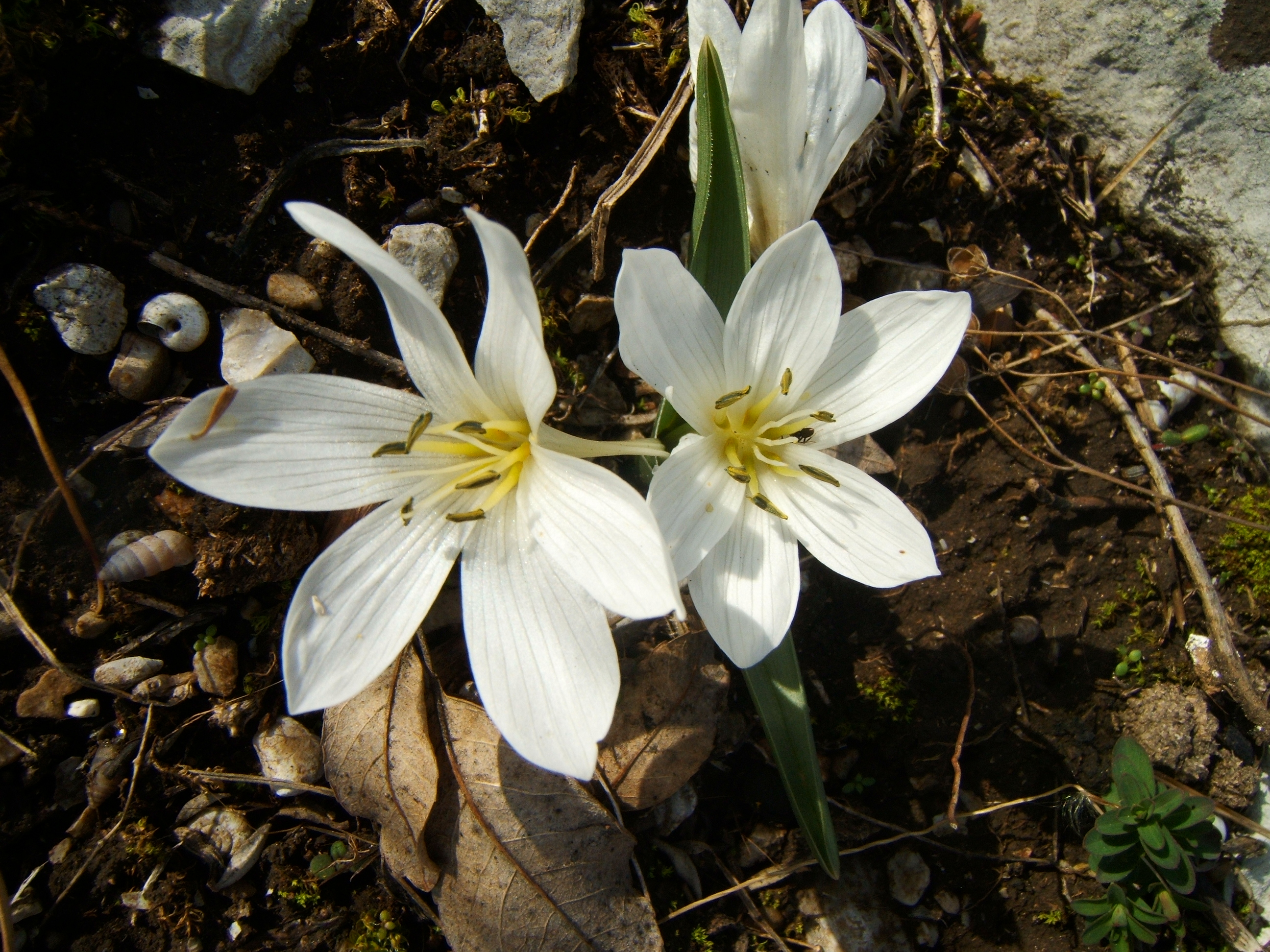
Colchicum hungaricum, Szársomlyó Berg, Ungarn

Die Ungarische Zeitlose ist eine ausdauernde Knollenpflanze, die Wuchshöhen von 3 bis 10 Zentimeter erreicht.
Die meist 2, selten 3 Blätter sind am Rand silbrig bewimpert. Sie sind zur Blütezeit 3 bis 10 Zentimeter lang, später messen sie bis zu 20 × 1 bis 2 Zentimeter.
Es sind 1 bis 8 Blüten vorhanden. Die Perigonzipfel messen 20 bis 30 × 6 bis 7 Millimeter. Sie sind blass purpurrosa bis weiß gefärbt. Die Staubbeutel sind schwarzpurpurn. Die Blütezeit reicht von (Dezember-) Februar bis März.

## Vorkommen
Die Ungarische Zeitlose kommt in Südwest-Ungarn. Albanien und Dalmatien vor. Sie wächst auf felsigen Rasen in Höhenlagen von 50 bis 800 Meter.

## Taxonomie und Systematik
Die Ungarische Zeitlose wurde 1886 von Victor von Janka in Természetrajzi füzetek, az állat-, növény, ásvány- és földtan köreböl Band 10, Seite 75 als Colchicum hungaricum erstbeschrieben. 
Die Varietät Colchicum hungaricum var. albiflorum Maly hat weiße Blüten.

## Nutzung
Die Ungarische Zeitlose wird selten als Zierpflanze für Steingärten genutzt.

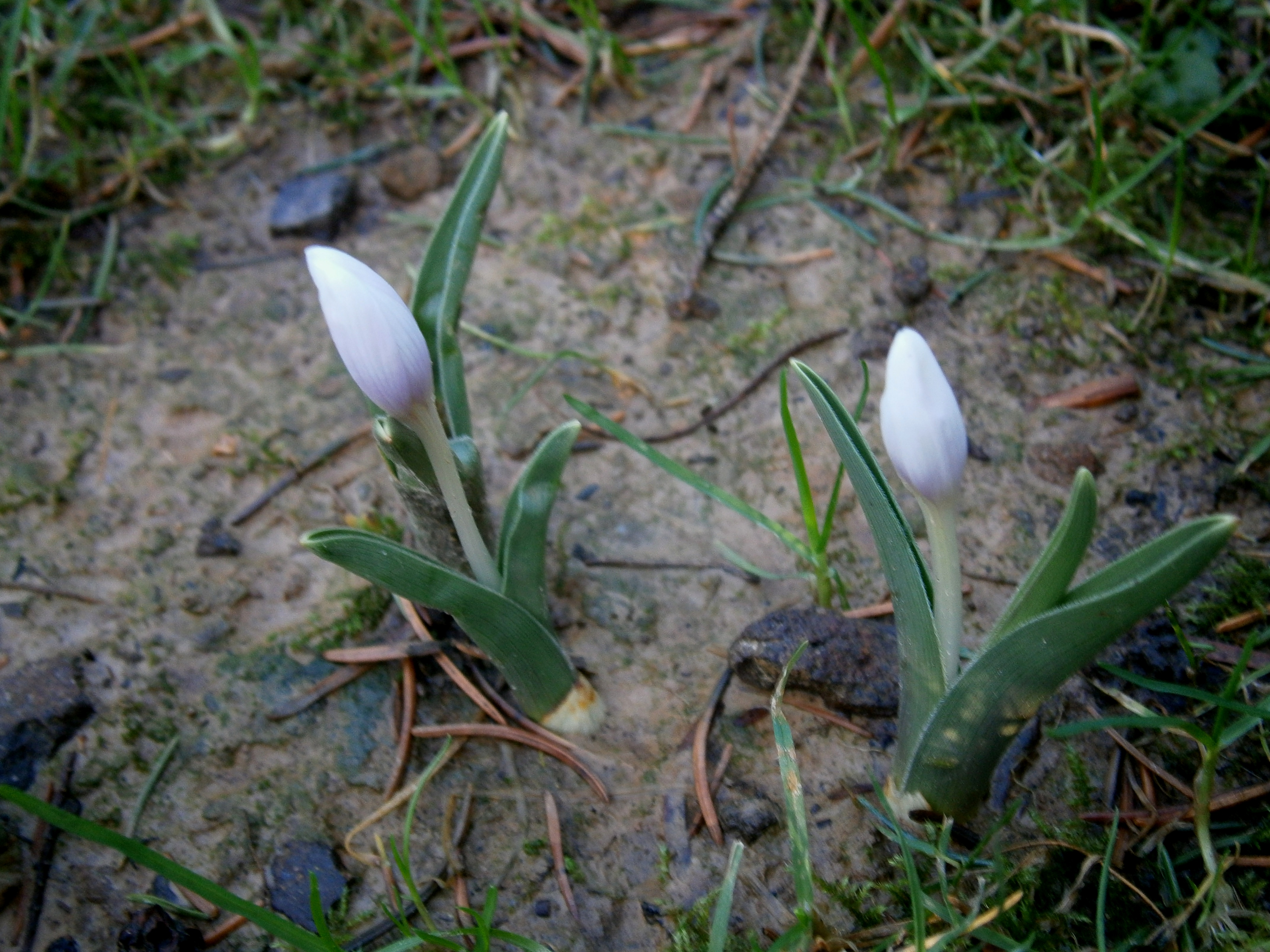
Colchicum hungaricum als Zierpflanze, Knospen
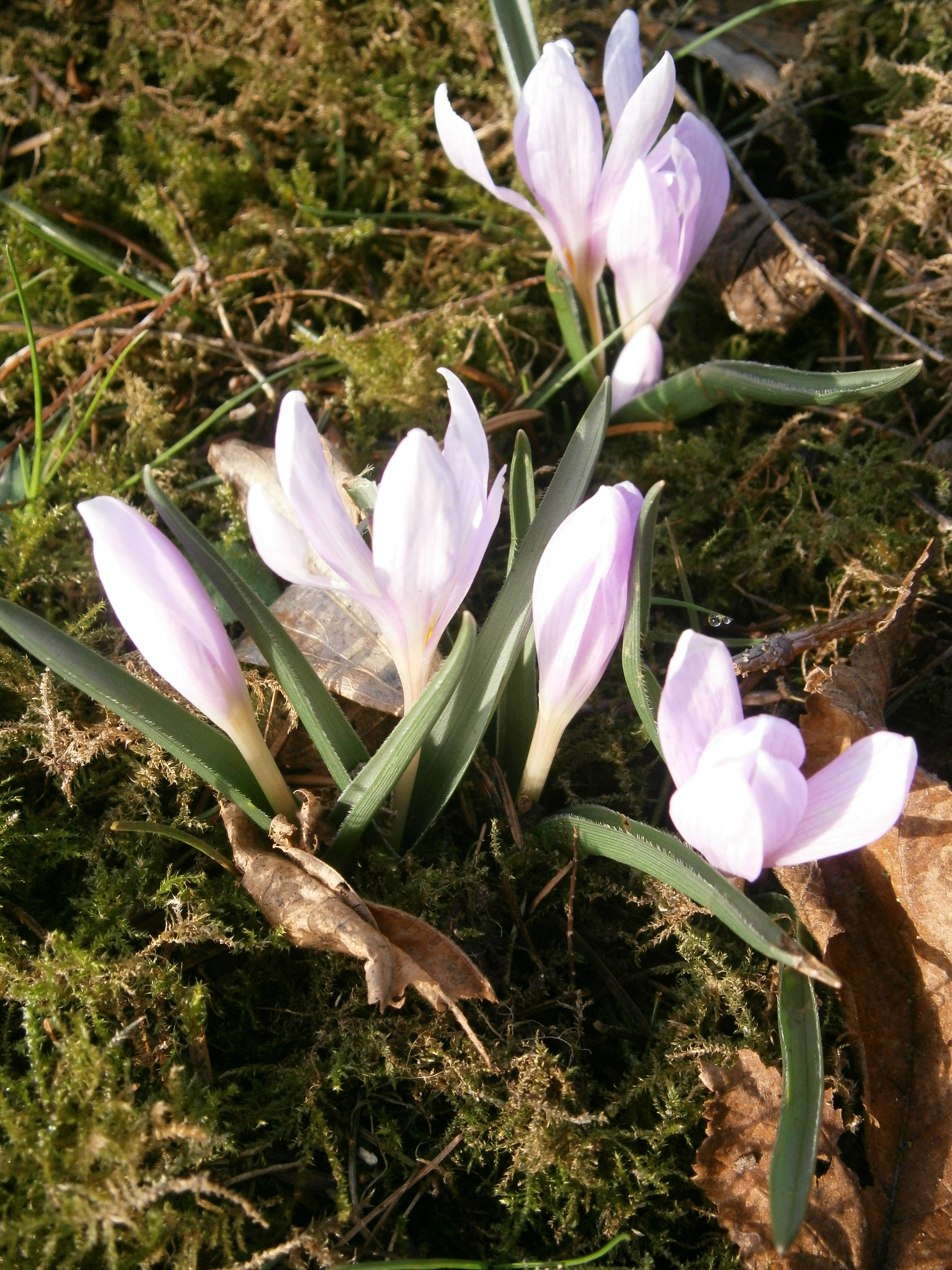
Gruppe von Colchicum hungaricum in einem Garten
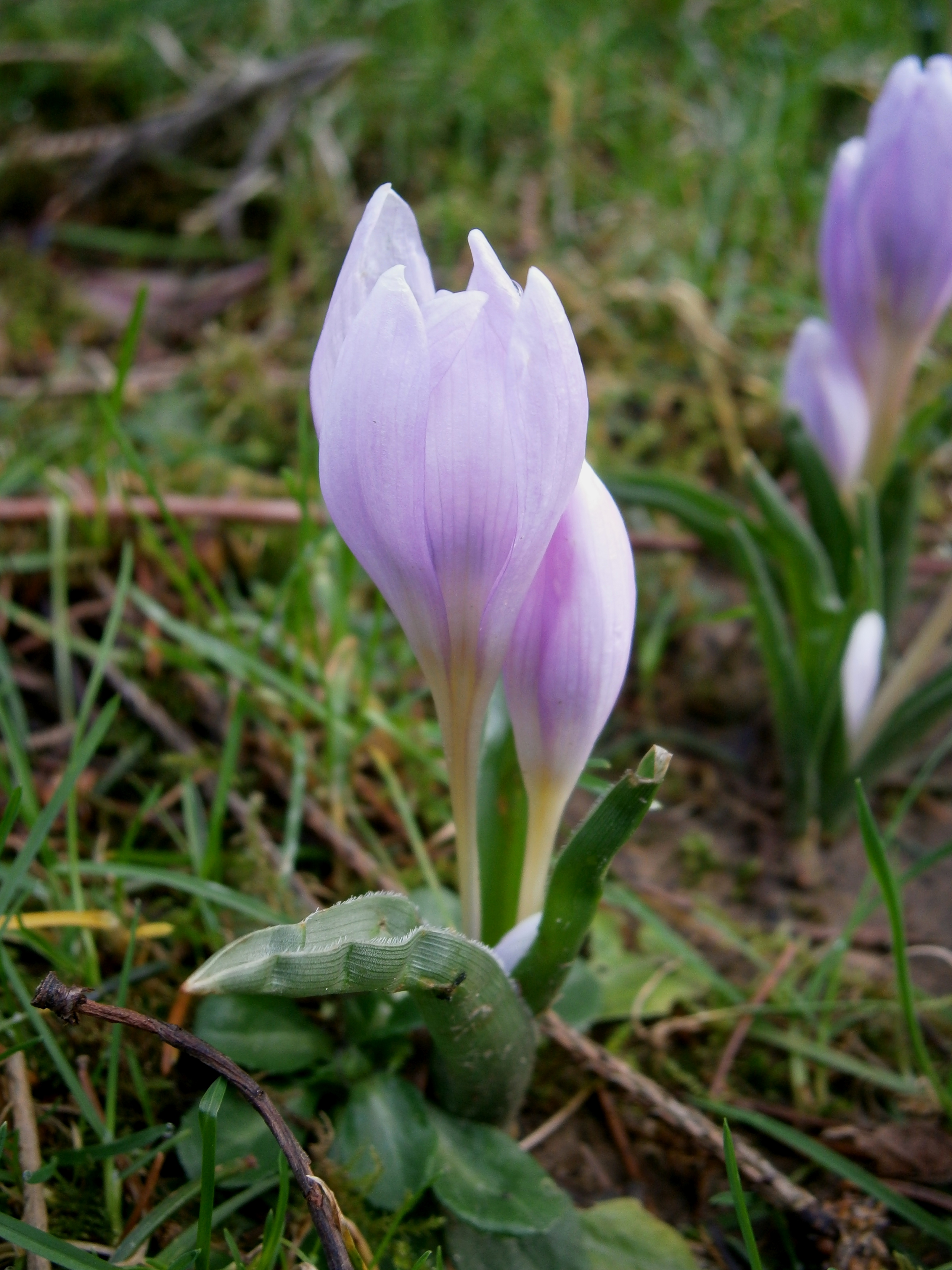
Colchicum hungaricum als Zierpflanze, Außenseite der Blüte
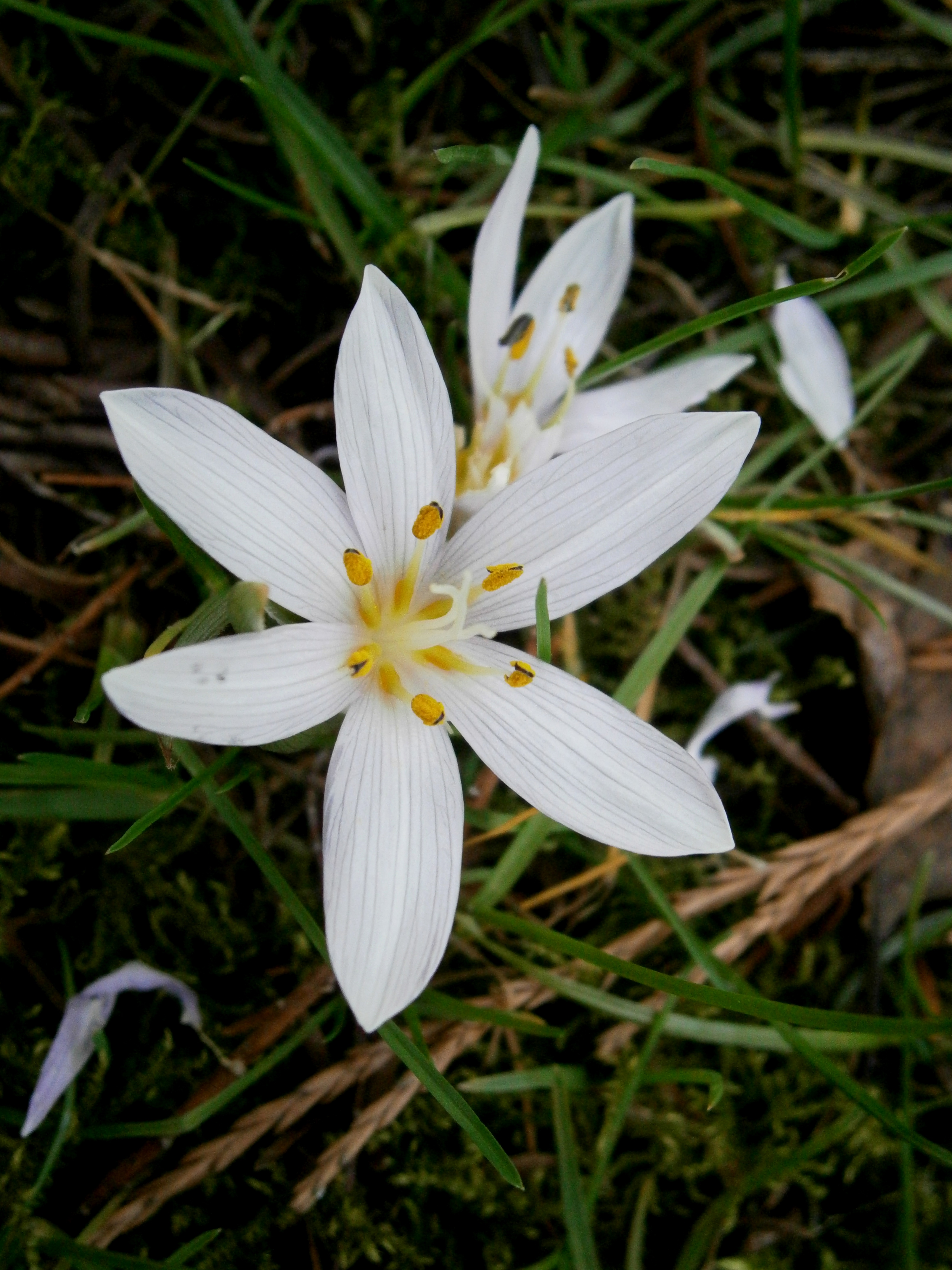
Colchicum hungaricum als Zierpflanze, Innenseite der Blüte
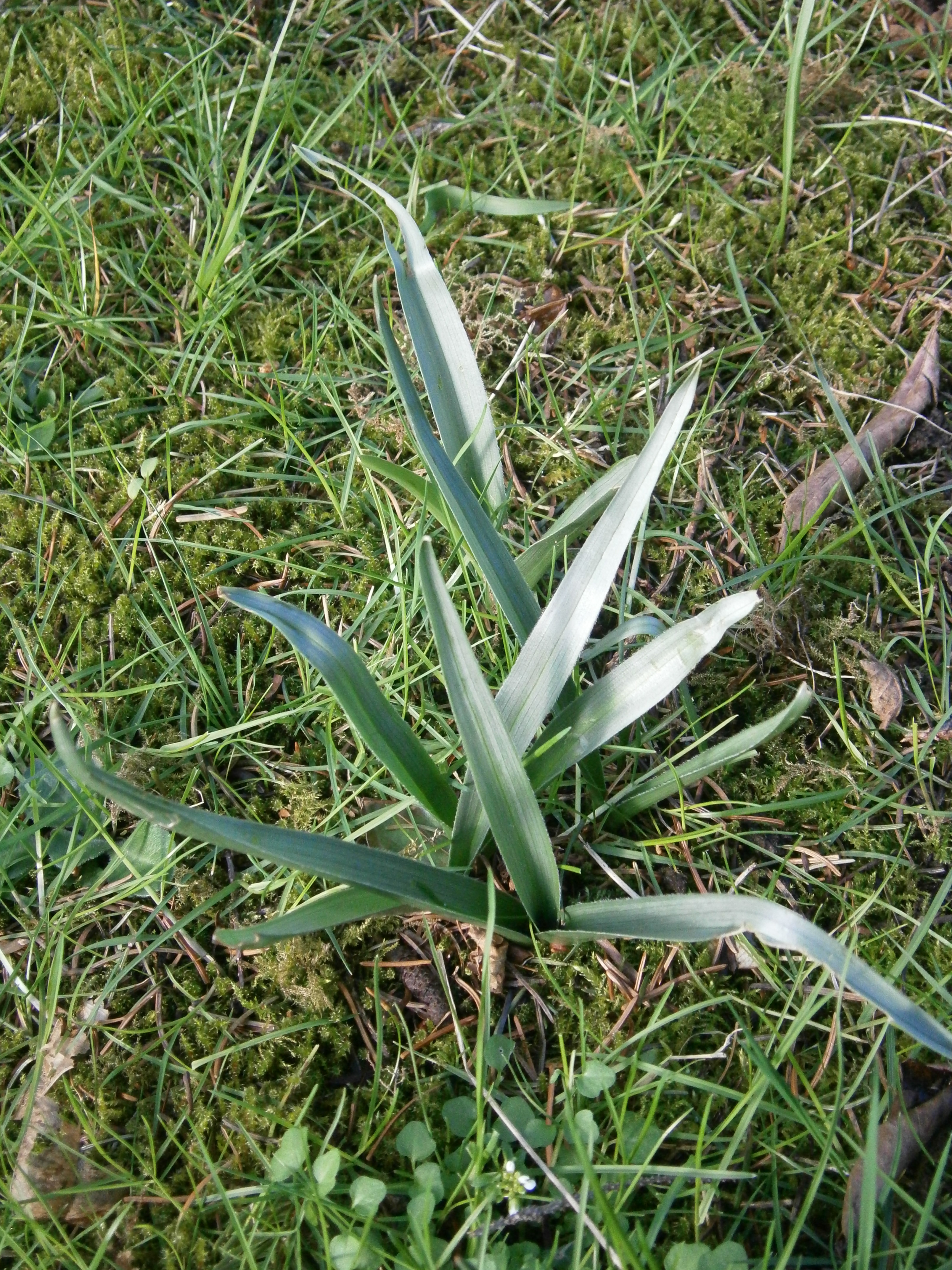
Colchicum hungaricum als Zierpflanze, Blätter (nach der Blüte)